# Absolute Greatest
Absolute Greatest – album kompilacyjny z dwudziestoma największymi przebojami zespołu Queen wybranymi przez Briana Maya i Rogera Taylora.
Album w Polsce uzyskał status złotej płyty.

## Lista utworów
1. „We Will Rock You” (Brian May) – 2:02
2. „We Are the Champions” (Freddie Mercury) – 3:01
3. „Radio Ga Ga” (Roger Taylor) – 5:48
4. „Another One Bites the Dust” (John Deacon) – 3:34
5. „I Want It All” (Queen) – 4:00
6. „Crazy Little Thing Called Love” (Freddie Mercury) – 2:44
7. „A Kind of Magic” (Roger Taylor) – 4:22
8. „Under Pressure” (Queen, David Bowie) – 4:06
9. „One Vision” (Queen) – 3:58
10. „You're My Best Friend” (John Deacon) – 2:52
11. „Don't Stop Me Now” (Freddie Mercury) – 3:31
12. „Killer Queen” (Freddie Mercury) – 2:58
13. „These Are the Days of Our Lives” (Queen) – 4:16
14. „Who Wants to Live Forever” (Brian May) – 4:55
15. „Seven Seas of Rhye” (Freddie Mercury) – 2:44
16. „Heaven for Everyone” (Roger Taylor) – 4:37
17. „Somebody to Love” (Freddie Mercury) – 4:48
18. „I Want to Break Free” (John Deacon) – 4:22
19. „The Show Must Go On” (Queen) – 4:27
20. „Bohemian Rhapsody” (Freddie Mercury) – 5:56

## Format wydawnictwa
- 1 CD
- 2 CD (album podstawowy plus płyta z komentarzem Briana Maya i Rogera Taylora o każdym utworze)
- 2 CD Box Set (wydawnictwo z książką)
- 3 LP
- Deluxe Box Set (limitowany numerowany box zawierający 2 CD, książkę, koszulkę, druki, kalendarz, certyfikat, pocztówkę; liczba kopii 500 szt.)
- Biały winyl (wydane w Polsce, Niemczech i Austrii)[3]
- Szary winyl (wydane w Polsce i w Niemczech)[4]